# Rah-Ahan Teheran
Rah-Ahan (perz. راه‌آهن) je iranski nogometni klub iz Teherana. Pokrovitelj mu je državna željeznica.
Osnovan je 2. siječnja 1937. godine, a glavno igralište mu je Stadion Rah-Ahan koji prima 12.000 gledatelja.
Sudjeluje u iranskoj prvoj nogometnoj lizi, a najveći prvenstveni uspjeh mu je 11. mjesto ostvareno u sezonama 2008./09. i 2011./12.
Godine 2009. u finalu državnog kupa porazio ga je isfahanski Zob-Ahan.
Od 2011. godine Rah-Ahan predvodi trener Ali Daei, a jedan od njegovih pomoćnika je Hrvat Željko Mijač.

## Vanjske poveznice
- (perz.) Službene klupske stranice  Arhivirana inačica izvorne stranice od 6. srpnja 2011. (Wayback Machine)
- (engl.) Perzijska nogometna liga
- (engl.) Statistike iranske profesionalne lige